# アリューシャン海流
アリューシャン海流（英:Aleutian Current）とはアリューシャン列島の南側を西に流れる海流の名称。アラスカン・ストリーム（Alaskan Stream）とも呼ばれる。この海流は亜寒帯海流の別名ともされているようであるが、そのような用い方は適当でない。アラスカ海流の一分流で、アリューシャン列島と亜寒帯海流の間を西に向かう幅の狭い海流が存在するので、これに対して与えられるべき名称であろう。これはカムチャツカ半島南東方まで達し、主としてニアー諸島とコマンドルスキー諸島の間からベーリング海に流入している。しかし、一部は亜寒帯海流とともに列島の間からベーリング海に流入するようである。このため北洋海域の水塊にはアラスカ湾起源の水系の影響が認められる。